# Strada statale 430 della Valle del Garigliano
La ex strada statale 430 della Valle del Garigliano (SS 430), ora strada regionale 430 della Valle del Garigliano (SR 430) nel Lazio e strada provinciale 328 ex SS 430 della Valle del Garigliano (SP 328) in Campania, è una strada regionale e provinciale di collegamento interregionale.

## Percorso
| EX STRADA STATALE 430 della Valle del Garigliano |                                         |      |      |
| Tipo                                             | Indicazione                             | ↓km↓ | Area |
|                                                  | Via Casilina                            | 0,0  | FR   |
|                                                  | Stazione di Rocca d'Evandro-San Vittore | 1,2  | FR   |
|                                                  | A1 (casello San Vittore)                | 2,3  | FR   |
|                                                  | Bivio Mortola (Rocca d'Evandro)         | 7,3  | CE   |
|                                                  | Campolongo                              | 8,2  | CE   |
|                                                  | Corigliano (Sessa Aurunca)              | 22,0 | CE   |
|                                                  | San Castrese (Sessa Aurunca)            | 27,4 | CE   |
|                                                  |                                         | 29,7 | CE   |
|                                                  |                                         | 30,0 | CE   |

La strada ha inizio distaccandosi dalla strada statale 6 Via Casilina nel comune di San Vittore del Lazio. Il tracciato prosegue in direzione sud-ovest raggiungendo la linea ferroviaria Roma-Cassino-Napoli (e la stazione di Rocca d'Evandro-San Vittore) e l'A1 Milano-Napoli alla quale ha accesso attraverso il casello autostradale di San Vittore del Lazio.
Entra quindi nella provincia di Caserta nei pressi di Rocca d'Evandro, iniziando a seguire il corso del fiume Garigliano sulla sponda sinistra (quella in lato campano, poiché il fiume fa da confine con il Lazio).
Una volta giunti nei pressi delle Terme di Suio, la strada si distacca leggermente dal corso del fiume e prosegue fino ad innestarsi sulla strada statale 7 Via Appia. Dopo un breve in tratto in comune con quest'ultima, la strada prosegue con percorso autonomo raggiungendo Cellole ed innestandosi successivamente sulla strada statale 7 quater Via Domitiana.
In seguito al decreto legislativo n. 112 del 1998, dal 17 ottobre 2001 la gestione del tratto campano è passata dall'ANAS alla Regione Campania, che in data 22 ottobre 2001 ha ulteriormente devoluto le competenze alla Provincia di Caserta.
La strada ha una sede stradale molto stretta, soprattutto nel tratto tra Rocca d'Evandro e l'innesto con la strada statale 7 Via Appia. Nonostante il traffico non sia mai intenso, numerosi sono gli autocarri ed i veicoli commerciali che la percorrono quotidianamente per via dell'importanza strategica nel collegare il Basso Lazio ed il Litorale Domitio al Molise. 
Dal 1º febbraio 2002 la gestione del tratto laziale è passata dall'ANAS alla Regione Lazio, che ha ulteriormente devoluto le competenze alla Provincia di Frosinone. Dal 5 marzo 2007 la società Astral ha acquisito la titolarità di concessionario di tale tratto.